# Land Rover Santana Super
El Land Rover Santana Super es un vehículo todoterreno diseñado y producido por la empresa española Santana Motor. Su producción comenzó en 1983 como evolución del Land Rover Santana Cazorla. El nuevo modelo sustituye el motor de seis cilindros en línea del Cazorla por uno de cuatro diésel 2.25. El Super se comercializa además con la opción de motor turbo, también de cuatro cilindros, el cual incrementa la potencia, de los 61 CV del motor atmosférico a los 75 CV, anticipándose así varios años a la comercialización del primer motor turbo de Land Rover, el diésel turbo 19J de 1986. Por primera vez, se incorporan los frenos de disco delanteros en los modelos 109. El modelo continúa con el uso de la suspensión de ballesta, la tracción integral conectable y la caja de cambios LT85 de cinco velocidades, ya presentes en su predecesor.
El Land Rover Santana Super se fabricaría en las dos versiones en cuanto a distancia de ejes: 88 y 109 pulgadas.  En lo que respecta al diseño de la carrocería, el Super mantiene el techo de fibra de vidrio con cuatro ventanas alpinas y aperturas practicables, ya incorporadas en el Cazorla. Aunque recupera los faros redondos, seña de identidad de los diseños producidos por Land Rover, presenta una serie de elementos que se diferencian de la producción hasta la fecha, y que la marca mantendrá en los modelos sucesivos, distanciándose de esta manera de su homóloga británica. Desaparecen las ventanillas de ventilación frontales bajo el parabrisas, lo que incrementa la superficie de vidrio. Las luces indicadoras se disponen en una configuración compacta bajo los faros.
En el interior, la desaparición de las ventanillas frontales conlleva un nuevo diseño del salpicadero. El resto es heredado del Cazorla, caracterizado por la sobriedad propia de vehículos de trabajo de la época, compartiendo además gran número de componentes con Land Rover.
Poco a poco, Santana Motor y Land Rover evolucionan por caminos separados en cuanto a diseño y soluciones técnicas. El Land Rover Santana Super será el último vehículo producido bajo el acuerdo de licencia entre Santana Motor y Land Rover, que se romperá finalmente en 1983.